# Onoreidium howdeni
Onoreidium howdeni là một loài bọ cánh cứng trong họ Bọ hung (Scarabaeidae).